# Jardim José do Canto
O Jardim José do Canto, ou Jardim Botânico José do Canto, é um jardim botânico Português localizado na cidade e município de Ponta Delgada, na ilha açoriana de São Miguel.
O Jardim José do Canto está classificado como Imóvel de Interesse Público desde 1995.

## História
A história deste parque botânico começa com a pessoa de José do Canto, um dos mais abastados homens da ilha de São Miguel que mandou plantar nas terras que foram da sua esposa, a 12ª Senhora da Casa e Morgado da família Brum, D. Maria Guilhermina Taveira de Neiva Frias Brum da Silveira.
Estes terrenos encontravam-se vinculados aos bens de D. Maria que foi a sua última administradora. Esses vínculos eram muito antigos e provinham de Diogo Vaz Carreiro e do licenciado António de Frias, estando assim na família há vinte gerações.
Foi Gonçalo Vaz Carreiro, um povoador vindo para a ilha de São Miguel no século XV o primeiro proprietário destas terras. O historiador açoriano Gaspar Frutuoso, informa que a sua saída do reino se ficou a dever a uma questão sentimental e informa: “Havia-se casado este Gonçalo Vaz, contra vontade de seus pais, com Isabel Cabeceiras, (…) moça tão formosa, que se falou em sua formosura à mesa de El-Rei D. João II; e pela razão daqueles males e a conselho do sogro, veio então a esta Ilha, recebendo do Capitão todas as terras, tantas e tão importantes que se afirmou rendiam cada ano mais de dois mil moios de trigo, que êle por sua vez espalhava em dádivas por outros colonos e vizinhos que conhecia, consolidando assim fidalgamente a situação privilegiada que desfrutava."
D. Maria Guilhermina era muito nova quando herdou a Casa Brum de Ponta Delgada, tendo sua mãe procurado fazer o seu casamento o mais rápido possível. Assim o casamento veio a ocorrer em 17 de Agosto de 1842 com José do Canto. Este tinha 22 anos de idade e ela 15.
José do Canto era um homem letrado e grande conhecedor de botânica facto que muito contribuiu para a implantação deste jardim.
Corria o ano de 1843, faz encomendar em Londres a planta para  o parque e para o que viria a ser o seu palácio. Esta encomenda foi feita à pessoa de David Mocatta (1806-1882), homem considerado de bom gosto e que tinha vivido muitos anos em Itália e que José do Canto entendeu ser a pessoa certa para realizar o que desejava.
Em 1885 o projecto do jardim já estava quase terminado para o que José do Canto pagou um preço que considerou “exorbitante”.
Além das pessoas que contratou para a criação do jardim, o próprio José do Canto durante cinquenta anos, período em dividiu o seu tempo entre o viver em Paris e em São Miguel, tratou de angariar permanentemente espécies para o seu Jardim.
Para esse efeito foram contactados os maiores viveiros que na altura existiam, e fê-lo por carta e pessoalmente.
As correspondência trocadas entre ele e esses viveiros são as mais variadas, encontrando-se entre elas uma curiosa dado o acontecido, pois é referido que encontrando-se um lote pronto a ser expedido do jardim da cidade de Argel para a ilha de São Miguel o mesmo foi (“atacado e comido por uma praga de gafanhotos”).
O enriquecimento e expansão do parque durou mais de metade do século XIX. O projecto é considerado terminado entre 1845 e 1846, tendo José do Canto morrido em 1898.
Desde o início da sua criação, chegou a este parque mais de 6000 espécies. A enorme riqueza botânica deste parque encontra-se documentada por um catálogo, elaborado pelo próprio e ao qual deu o nome de “Enumeração das Principais Plantas Existentes no meu Jardim de Sta. Anna, na primavera de 1856: ordenada por José do Canto”.
Seu irmão, Ernesto do Canto, deixou no mesmo manuscrito, a nota seguinte: “Contem 1028 géneros e aproximadamente 6000 espécies”.
Este catálogo bastante pormenorizado foi sendo actualizado pelo próprio José do Canto com referências a compras posteriores e algumas indicações sobre “o destino” de plantas e sementes: (“morreu em..., nasceu”, etc.). chegando o catálogo a referir em alguns casos, indicações sobre as entidades às quais as plantas ou sementes foram adquiridas.
Em 1866 o Dr. Edmond Goeze, então Director do Jardim Botânico de Coimbra, faz uma visita a este jardim e ao chegar novamente a Coimbra apercebe-se a enorme diferença entre os dois pelo que se recorrer dos jardins de São Miguel e dos respectivos “jardins de aclimatação” para a aquisição de plantas.
Fez um relato de viagem que fez publicar em Coimbra, na Imprensa da Universidade, em 1867, sob o título “A Ilha de S. Miguel e o Jardim Botânico de Coimbra”.
Por várias décadas vários foram os jardineiros tanto estrangeiros, principalmente ingleses, como portugueses que trabalharam neste Jardim. O primeiro foi George Brown (1812-1880) que já vivia na ilha de São Miguel desde 1861.
Com a morte de D. Margarida Brum do Canto Hintze Ribeiro, (Filha de José do Canto) em 1937 são feitas partilhas e o Jardim é dividido em duas fracções de tamanho diferente.
Numa parte referente à extrema norte da propriedade, embora uma área pequena mas importante por nela se encontrar implantada a casa do “Calço da Má Cara”, cabe a António Brum do Canto Hintze Ribeiro (filho de D. Margarida), cabendo o restante Jardim, e as ruínas das casas de Diogo Vaz Carreiro, a D. Maria da Graça (neta de D. Margarida), casada esta em 1938 com Augusto de Athayde.